# Michael Kácha
Michael Kácha (6. ledna 1874 Zlíchov, dnes Praha – 12. května 1940 Praha) byl český novinář, anarchista a nakladatel.

## Život
Absolvoval pouze základní školní vzdělání, které doplnil rozsáhlým samostudiem. Byl respektován jako vzdělanec-samouk. Původním povoláním byl švec, později novinář a nakladatel.
Od poloviny 90. let 19. století se věnoval práci v anarchistickém hnutí. V roce 1904 připravil se Stanislavem Kostkou Neumannem založení České anarchistické federace. Jako redaktor řídil časopis Zádruha a časopis Práce a vydával další časopisy a kalendáře. Vydával také knihy, například sbírku Života bído, přec Tě mám rád Fráni Šrámka.
Po vypuknutí první světové války byl zatčen a internován v Göllersdorfu, odkud byl poslán na frontu. Utrpěl zranění nohy a do Prahy se vrátil v roce 1917 jako invalida.
V roce 1918 se účastnil likvidačního sjezdu českých anarchistů a již nevstoupil do žádné politické strany. Pouze byl krátce pokladníkem Ústřední rady Svazu komunistických skupin. Od roku 1919 se Stanislavem Kostkou Neumannem redigoval a vydával časopis Červen. V roce 1922 obdržel knihkupeckou licenci a znovu se začal věnovat vydávání knih pod názvem Vydavatelské družstvo Kniha, kde vydal například v roce 1926 práci Václava Hlaváčka Liebknecht a kontremina s obálkou Otakara Mrkvičky.